# Catálogo Liberiano

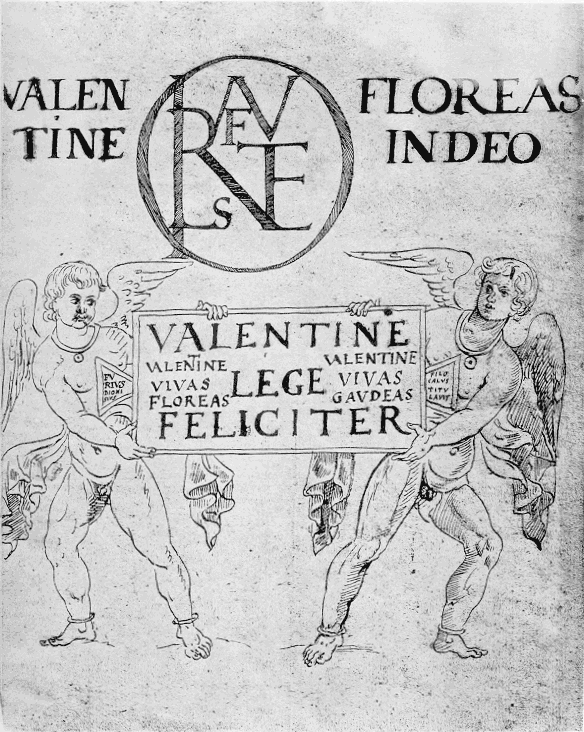
Página de título y dedicatoria de la Cronografía de 354, copia de 1620, de la copia c800 del original de 354.

El Catálogo Liberiano es una lista de los treinta y seis primeros papas de la Iglesia católica, desde San Pedro hasta Liberio, de quien proviene el nombre con el que se conoce esta compilación. 

## Características
Forma parte de un manuscrito iluminado del siglo IV conocido como Cronógrafo del 354, atribuido a un tal Furio Dionisio Filócalo, aunque existen evidencias que permiten afirmar que este no fue más que un compilador de textos más antiguos como la Chronica, de Hipólito de Porto, donde se establecía una relación de los primeros dieciocho papas de la Iglesia y que terminaba en el pontificado de Ponciano.
El Catálogo Liberiano especifica la duración de los respectivos pontificados, el nombre del emperador reinante y, en muchos casos, otros detalles, aunque no está exenta de errores que se atribuyen a los copistas de la obra. Entre estos errores destacan el hecho de que el papa Anacleto se duplica en Anacleto y Cleto; o que el papa Clemente aparece cronológicamente como antecesor de Anacleto, o que los papas Pío I y Aniceto figuran igualmente con su cronología intercambiada.